# Giovanni Battista Tonini
Giovanni Battista Tonini (Valfloriana, 27 febbraio 1882 – Cembra, 25 aprile 1916) è stato un militare e patriota italiano, nato in Trentino e irredentista fucilato dagli austriaci.

## Biografia
Figlio di Giacomo e Maddalena Desimoni nacque a Valfloriana in Val di Fiemme il 27 febbraio 1882. Di professione muratore, venne arruolato come soldato (Kaiserschütze) dell'esercito austroungarico nel corso della prima guerra mondiale e dislocato sul fronte italiano.

### Arresto e fucilazione
Nell'aprile 1916 era inquadrato nei ranghi della divisione austriaca Edelweiss acquartierata in Val di Cembra, in preparazione all'offensiva Strafexpedition; divisione comandata dal generale Englert, con un anziano ufficiale riservista Schlessinger come aiutante. La situazione nella valle era tesa a causa dei malcelati sentimenti filo-italiani di parte dei suoi abitanti e lo stesso Tonini, sospettato di irredentismo era tenuto d'occhio e soggetto a provocazioni.
La sera del 22 aprile 1916, durante la giornata del giovedì santo, in una cantina di Cembra, a Tonini venne chiesto di unirsi ad un gruppo di soldati austriaci e al sottufficiale Hell, ad un brindisi per l'imperatore e la patria. Tonini rispose: "Io brindo sì alla salute della Patria ma non di questa". Un capitano gli suggerì di dire che lui si riferiva alla "patria celeste", ma Tonini si rifiutò di mentire e fu quindi immediatamente denunciato dal sottufficiale Hell con l'accusa di alto tradimento.
Incarcerato Tonini non ritrattò il senso della sua affermazione, e alla richiesta di chiarire a quale patria intendesse brindare ribadì: "La Patria cui alludevo lo sapete è l'Italia". Un processo, senza appello, fu rapidamente istituito il 25 aprile, e i giudici, in applicazione delle norme dei codici militari austriaci contro l'irredentismo, lo condannarono alla fucilazione.
Tonini venne fucilato la sera dello stesso giorno sul prato del maso Bersaglio, mentre nella poco lontana chiesa di Cembra si era riunita la popolazione locale raccolta in preghiera per l'anima del condannato. Giovanni Battista aveva altri due fratelli sul fronte russo e un altro sull'altopiano d'Asiago ai quali, grazie alla censura austriaca fu detto che era morto d'una "brutta morte". Il sottufficiale Hell s’impiccò su di una quercia tre settimane dopo.
Tonini veniva visto dai trentini come l'eroe tirolese Peter Mayr, oste della Mara di Bressanone, che fu fucilato nel 1810 dato che "non aveva voluto barattare la sua vita in cambio d'una bugia."

### Dopoguerra

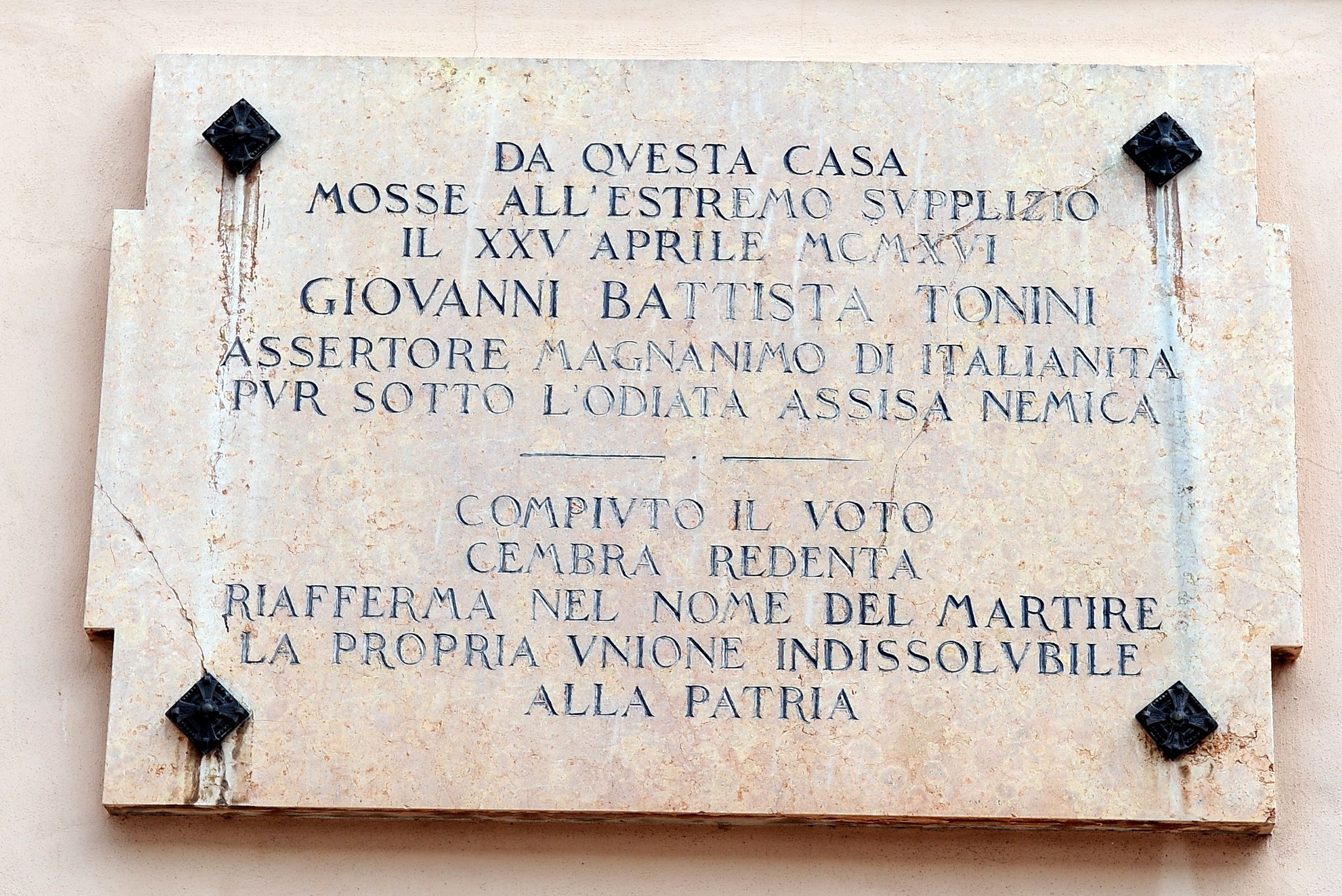
Lapide sul municipio a Cembra

Terminata la guerra, nel 1919, venne posta la seguente lapide sulla facciata del municipio di Cembra:
Un'altra stele in memoria venne posta sul luogo della sua fucilazione.
Nel dicembre del 1927 Vittorio Emanuele III firmò il decreto con cui si concedeva un assegno vitalizio alla vedova.
Nel 1934 viene indetto un concorso per un monumento a suo ricordo, da porre nel cimitero di San Giacomo, che verrà vinto dall'architetto Guido Pellizzari.
Nel novembre 1936 la sua salma venne traslata da Cembra al cimitero San Giacomo di Bolzano ove ora riposa.